# Chandreja (Chandreja de Queija)
Chandreja (llamada oficialmente San Pedro de Chandrexa) es una parroquia española del municipio de Chandreja de Queija, en la provincia de Orense, Galicia.

## Organización territorial
La parroquia está formada por cuatro entidades de población:

### Entidades de población
Entidades de población que forman parte de la parroquia:
- A Espasa
- O Castelo
- Bretelo

### Despoblado
Despoblado que forma parte de la parroquia:
- Chandrexa de Queixa

## Demografía
| Gráfica de evolución demográfica de Chandreja entre 2000 y 2022 |
|                                                                 |
| Datos según el nomenclátor publicado por el INE.                |